# Nomads
 Nomads és una pel·lícula estatunidenca de John Mctiernan estrenada el 1986. La història implica un antropòleg francès que és expert en nòmades. Ensopega amb un grup de nòmades urbans que resulten ser-ho més del que ell esperava.

## Argument
Un antropòleg francès és assassinat a Los Angeles després d'haver descobert l'existència de criatures demoníaques. Abans de morir, revela el seu secret a una jove metge.
En un hospital de Los Angeles, a urgències, el doctor Flax és a la capçalera d'un ferit que els policies acaben de portar. Demana a aquests últims que marxin de la sala. Continua estant sola a la capçalera del ferit, i aviat queda com hipnotitzada pels ulls fixes de l'home. De sobte, aquest li salta a sobre, la fereix i mor de seguida.

## Repartiment
- Pierce Brosnan: Jean-Charles Pommier
- Lesley-Anne Down: el doctor Flax
- Anna Maria Monticelli: Niki
- Adam Ant: Number One
- Paul Anselmo: un policia al pis

## Rebuda de la crítica
La pel·lícula té un 13% de crítiques negatives al portal Rotten Tomatoes.